# George County
George County is een county in de Amerikaanse staat Mississippi.
De county heeft een landoppervlakte van 1.239 km² en telt 19.144 inwoners (volkstelling 2000). De hoofdplaats is Lucedale.

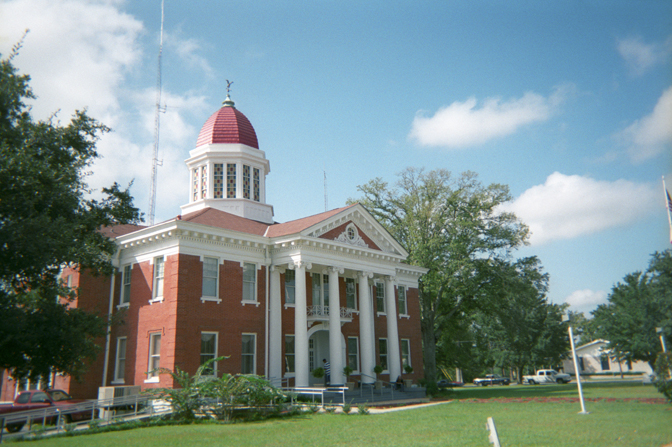
George County Courthouse